# Среданці
Среданці (хорв. Sredanci) — населений пункт у Хорватії, в Бродсько-Посавській жупанії у складі громади Доні Андрієвці.

## Населення
Населення за даними перепису 2011 року становило 322 осіб.
Динаміка чисельності населення поселення:

## Клімат
Середня річна температура становить 11,13 °C, середня максимальна – 25,78 °C, а середня мінімальна – -6,31 °C. Середня річна кількість опадів – 745 мм.
| Клімат поселення                              | Клімат поселення | Клімат поселення | Клімат поселення | Клімат поселення | Клімат поселення | Клімат поселення | Клімат поселення | Клімат поселення | Клімат поселення | Клімат поселення | Клімат поселення | Клімат поселення | Клімат поселення |
| Показник                                      | Січ.             | Лют.             | Бер.             | Квіт.            | Трав.            | Черв.            | Лип.             | Серп.            | Вер.             | Жовт.            | Лист.            | Груд.            |                  |
| Середній максимум, °C                         | 6,06             | 8,43             | 13,02            | 17,64            | 22,73            | 25,78            | 25,69            | 25,01            | 20,94            | 15,58            | 9,72             | 5,66             |                  |
| Середня температура, °C                       | −0,1             | 2,23             | 6,82             | 11,46            | 16,54            | 19,59            | 21,43            | 20,75            | 16,70            | 11,30            | 5,50             | 1,40             |                  |
| Середній мінімум, °C                          | −6,31            | −3,94            | 0,64             | 5,28             | 10,38            | 13,42            | 17,17            | 16,49            | 12,42            | 7,08             | 1,19             | −2,84            |                  |
| Норма опадів, мм                              | 48               | 47               | 44               | 56               | 69               | 95               | 68               | 62               | 53               | 67               | 75               | 61               |                  |
| Середньомісячна швидкість вітру, м/с          | 1.89             | 2.10             | 2.40             | 2.32             | 2.10             | 1.92             | 1.90             | 1.74             | 1.70             | 1.75             | 1.83             | 1.90             |                  |
| Середньомісячна сонячна радіація, кДж/м²·день | 4329             | 7016             | 10989            | 15329            | 19198            | 21225            | 22184            | 20528            | 14999            | 9346             | 4882             | 3637             |                  |
| --------------------------------------------- | ---------------- | ---------------- | ---------------- | ---------------- | ---------------- | ---------------- | ---------------- | ---------------- | ---------------- | ---------------- | ---------------- | ---------------- | ---------------- |
| Джерело:                                      |                  |                  |                  |                  |                  |                  |                  |                  |                  |                  |                  |                  |                  |